# Xanthophytum
Xanthophytum là một chi thực vật có hoa trong họ Thiến thảo (Rubiaceae).

## Loài
Chi Xanthophytum gồm các loài: